# Ministerialer
Ministerialer (ministeriales) var ursprungligen namnet på ofria hovämbetsmän i det frankiska riket vilka användes för kvalificerade förvaltningsuppgifter. Efter länsväsendets uppkomst användes termen för att beteckna de vasaller vilka inte underhölls med riddarlän. Med tiden fick även de förläningar och ministerialerna blev då en särskild klass inom riddarståndet. Sedan elvahundratalet sammansmälte de med den egentlig adeln.